# جيوب شرجية
الجيوب الشرجية أو  الجيوب المستقيمية (بالإنجليزية: anal sinuses)، هي أخاديد طبيعية في القناة الشرجية، تفصل الأعمدة الشرجية عن بعضها البعض. تنتهي الجيوب الشرجية بطيات صغيرة تشبه الصمامات، تُدعى الصمامات الشرجية.

## روابط خارجية
- صور تشريحية:43:11-0106 في مركز داونستيت الطبي التابع لجامعة نيويورك   - «الحوض الأنثوي: المستقيم»
- درسٌ تشريحي حول pelvis مُعدٌ بواسطة ويسلي نورمان (جامعة جورجتاون).  ( rectum )